# 徐海 (弘治進士)
徐海（1458年—？），字伯容，浙江衢州府常山縣人，民籍，明朝政治人物。

## 生平
浙江鄉試第二十三名，弘治九年（1496年），登丙辰科會試第一百七十九名，第三甲第九十名進士。弘治十六年（1503年）官無錫縣知縣，升户部主事。

## 家族
曾祖徐德裕，義民；祖父徐永；父徐白，母曹氏。严侍下。